# 徐整
徐 整（じょ せい、生没年不詳）は、中国三国時代の呉・西晋の政治家・儒学者。字は文操。揚州豫章郡の人。

## 生涯
徐整は多くの知識を持ち、生涯を通じて多くの本を書いたという。呉の太常卿になり、呉の滅亡後は西晋に仕えたという。
著書には『豫章列士伝』3巻、『孝経黙注』1巻、『毛詩譜』3巻、『通暦』2巻、『三五暦記』2巻、『五運暦年紀』などがある。『三五暦記』は、盤古が天地を分離した伝説が書かれている最古の書物といわれている。